# نافذة مروحية

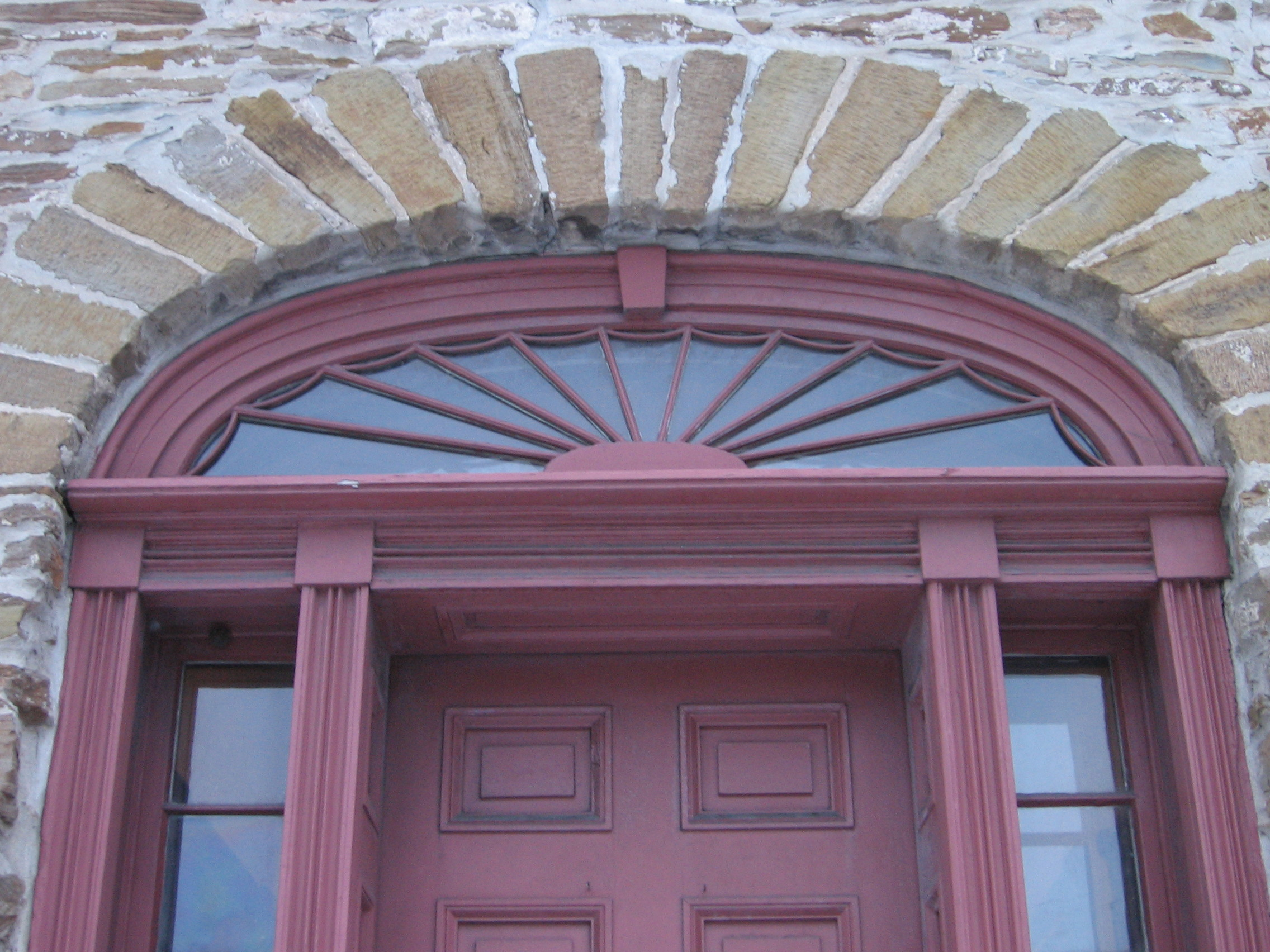
نافذة مروحية في نُزُل مونتغومري (Montgomery's Inn) بأونتاريو، كندا

الشُرَّاعة أو النافذة المروحية أو الكوَّة المروحية نافذة نصف دائرية أو شبه بيضاوية الشكل، مع قضبان زجاجية أو مُشبَّك معماري تشع خلاله الضوء كأنه مروحةٌ يدوية مفتوحةٌ. توضع النافذة المروحية فوق نافذة أو باب، و تُنصب أحيانًا فوق رافدة. تنبعث القضبان من مركز النافذة المروحية كما تنبعث أشعة الشمس من وسطها.

## معرض الصور

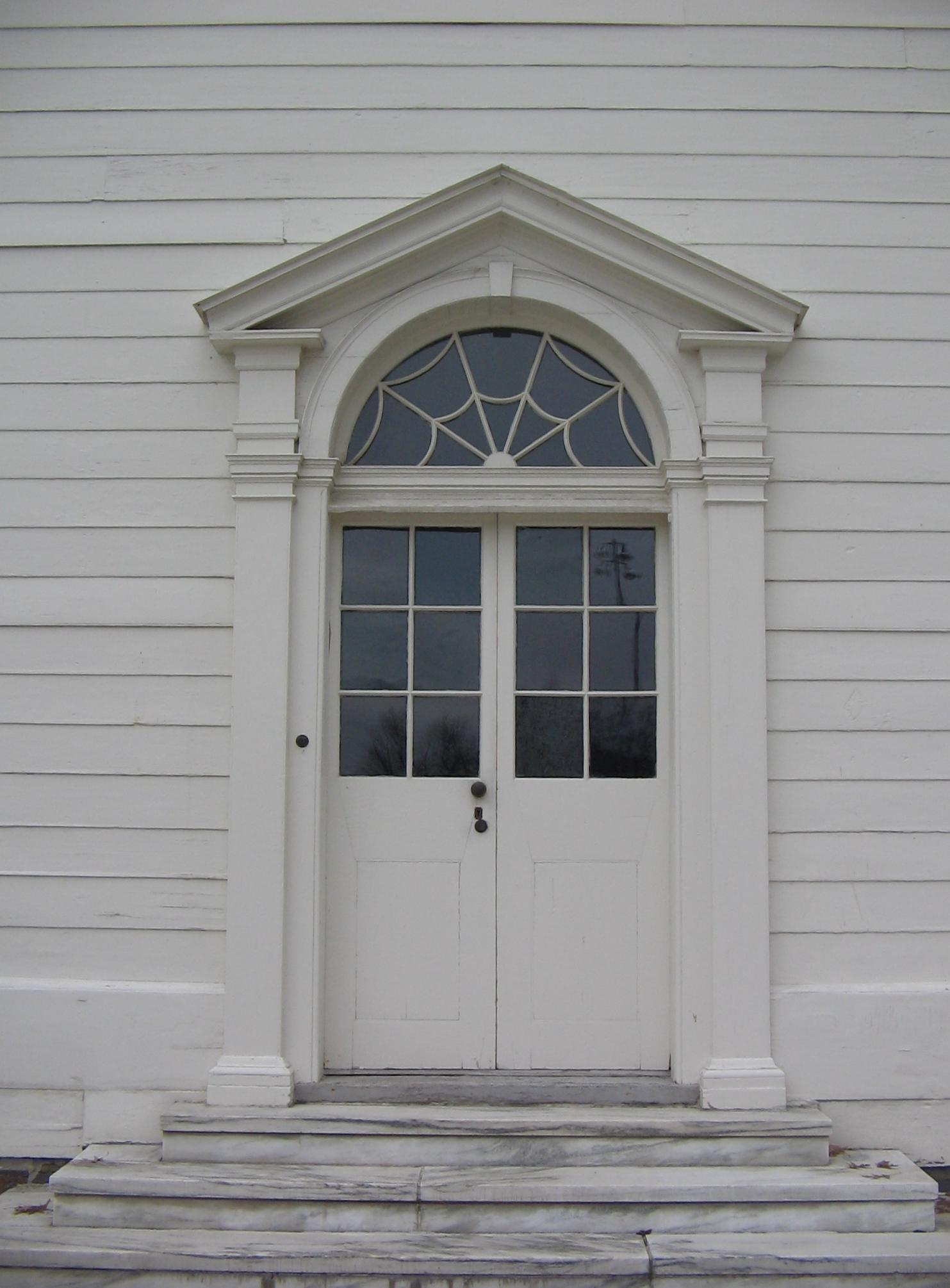
الباب الرئيس والنافذة المروحية في منزل جوزيف بريستلي [الإنجليزية] بنورثومبرلاند، بنسلفانيا
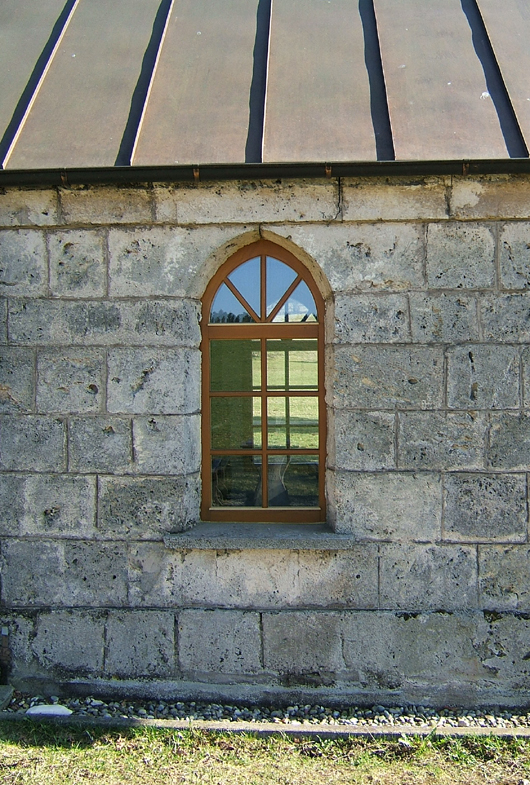
ألمانيا
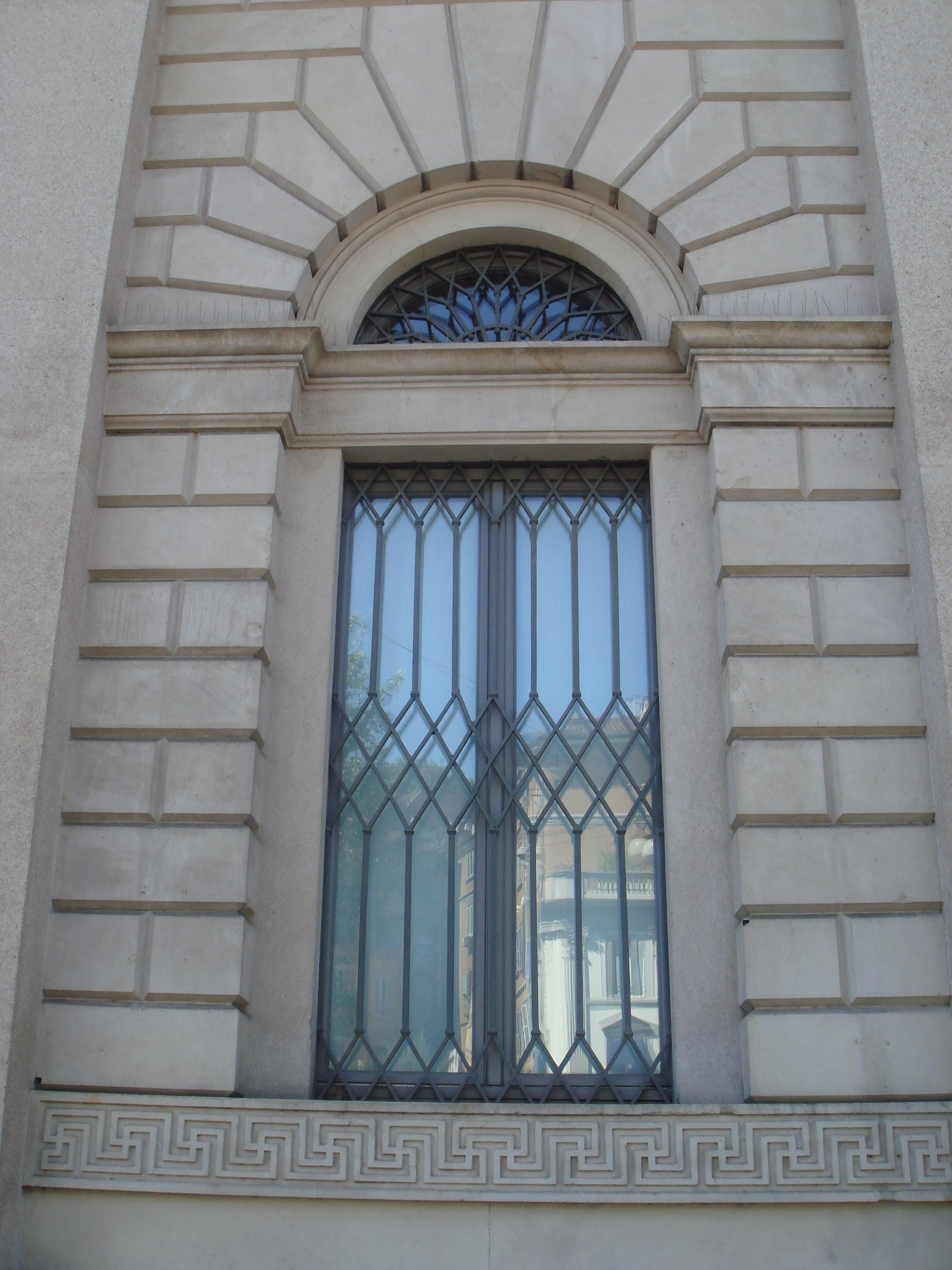
بوابة في ميلانو
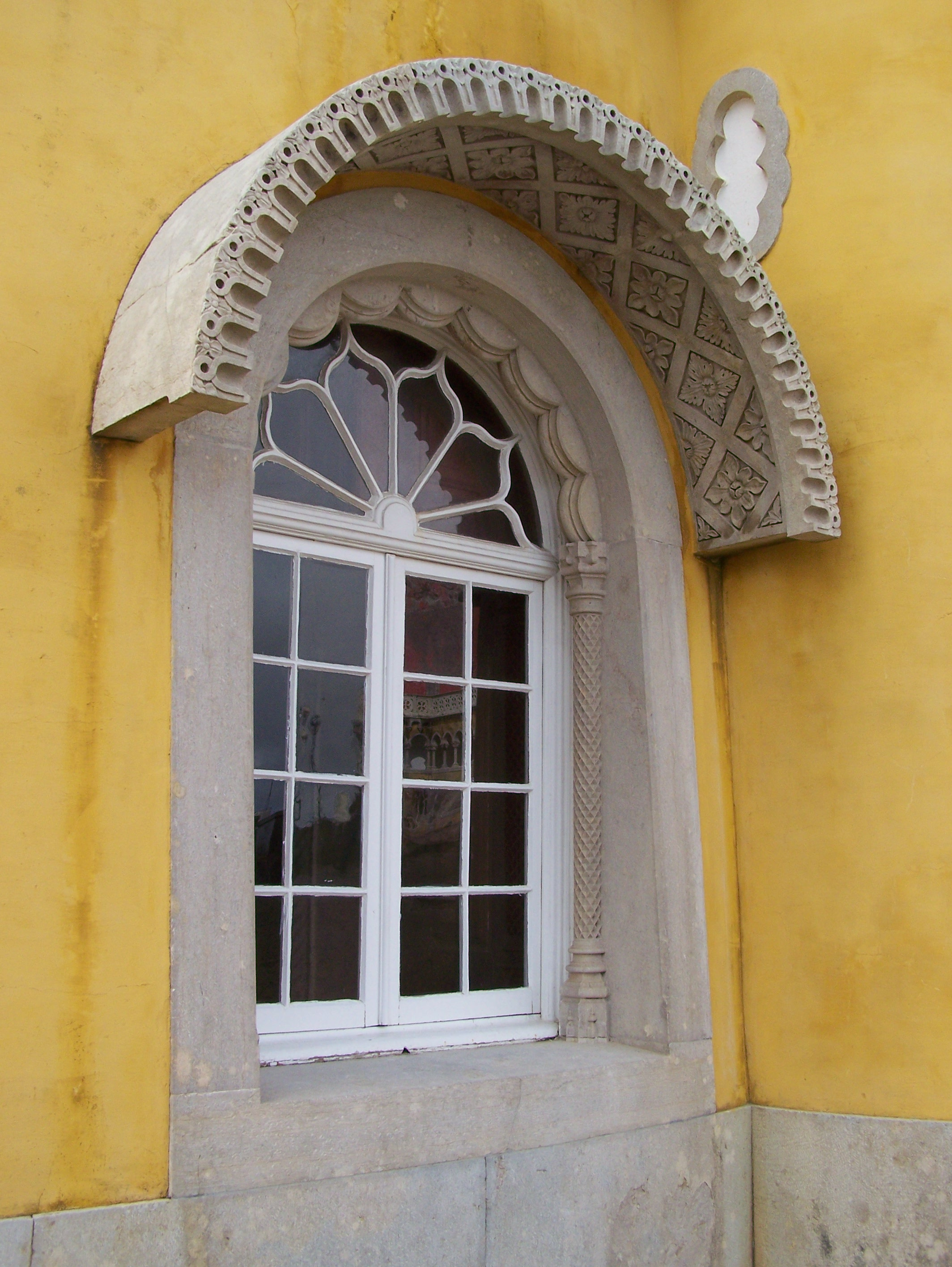
قصر بينا الوطني بشنترة، البرتغال
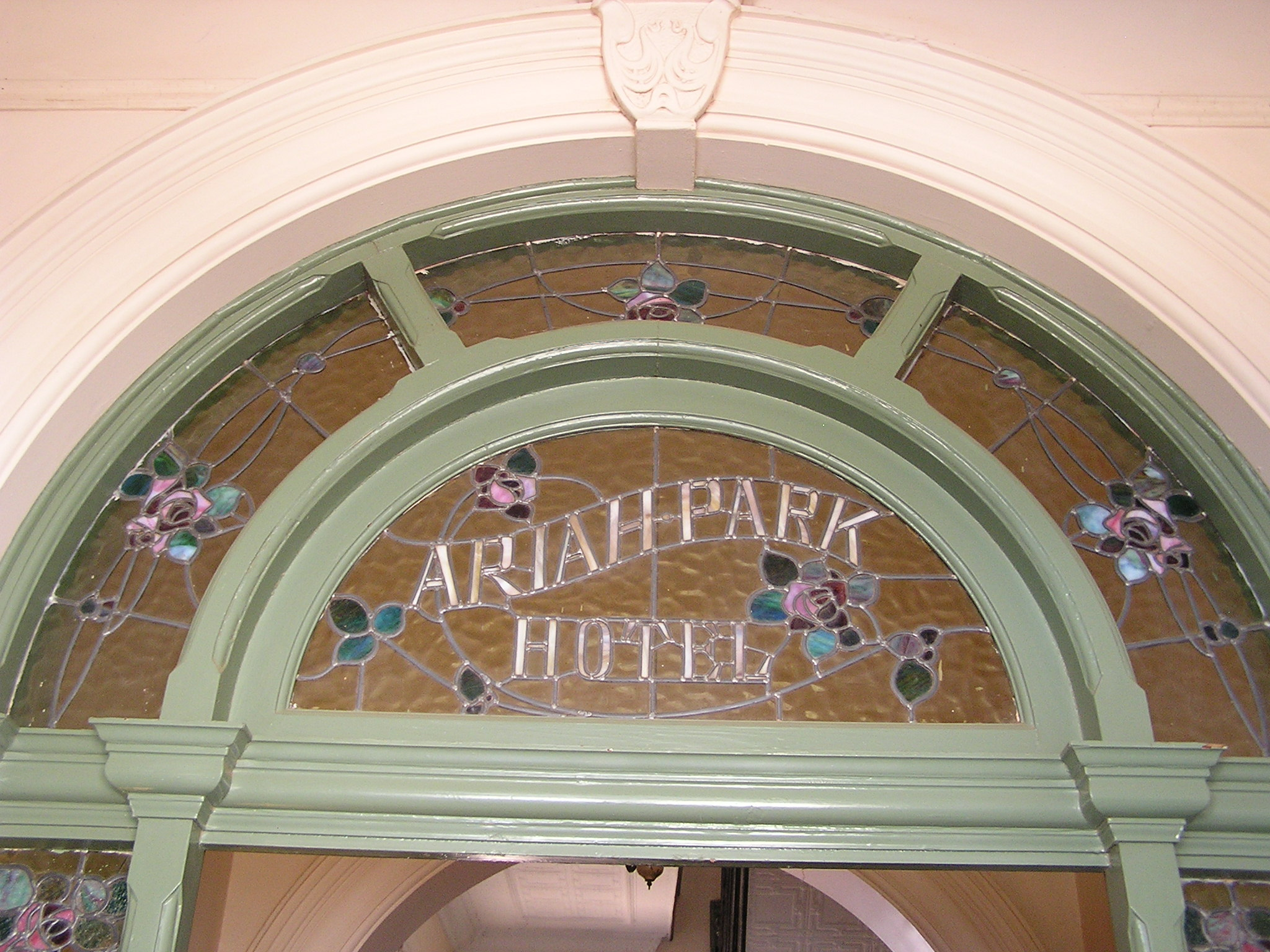
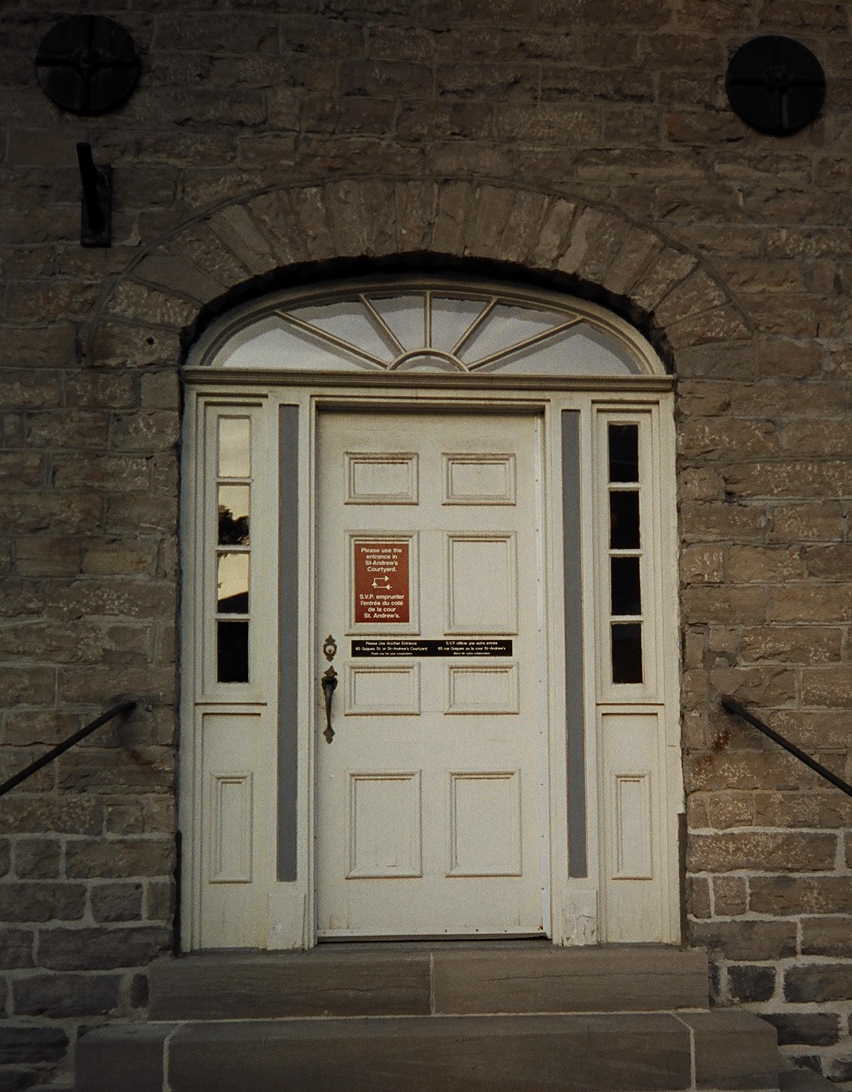
نافذة مروحية فوق باب مع ضوء جانبي